# 韦劳斯托·佐尔坦
韦劳斯托·佐尔坦（匈牙利語：Verrasztó Zoltán，1956年3月15日—），匈牙利男子游泳运动员。他曾代表匈牙利参加1972年、1976年和1980年夏季奥林匹克运动会游泳比赛，共获得一枚银牌和一枚铜牌。